# Hervormde kerk (Waarde)
De Hervormde kerk is een protestantse kerk van de Nederlandse Hervormde Kerk in Waarde in de provincie Zeeland.

## Geschiedenis
De oude dorpskerk is vermoedelijk kort na 1222 gesticht door de Cisterciënzers die een uithof in de vorm van een agrarisch bedrijf (een grangia) in deze omgeving hadden. De kerk was gewijd aan de Heilige maagd Maria en aan Jacobus Major. In de 15e eeuw stond er een vermoedelijk tweebeukige stenen hallenkerk die op 10 april 1589 grotendeels vernield werd door een brand na een blikseminslag. Alleen de zuidbeuk, de klokkentoren en de sacristie bleven gespaard De zuidelijke beuk werd heropgebouwd en voor de reformeerde eredienst gebruikt. De kerk en toren werden meerdere malen gerestaureerd in 1860 en 1928. Na de watersnoodramp van 1953 diende de kerk opnieuw gerestaureerd te worden. In 1941 en 1969 werden herstellingen uitgevoerd aan de toren en in 1995 werd de grafkapel gerestaureerd.
De kerk werd in 1966 als rijksmonument beschermd.

## Beschrijving
Tegen de zuidwand van de kerk is een dwarskapel gebouwd die dienstdoet als consistorie en ook een grafkapel werd aangebouwd. De in de koorsluiting geplaatste kansel dateert uit 1701, met koperwerk waaronder twee zandloperhouders uit het einde van de 17e eeuw. In de grafkapel bevindt zich de graftombe van Gillis van de Nisse, kapitein van de burgerwacht, die op 24 maart 1657 sneuvelde tijdens onlusten in de stad Goes.
De alleenstaande klokkentoren is laat 14e-eeuws met haakse steunberen en voorzien van dubbele galmgaten. In 1949 werd een nieuwe klok van 950 kg van de firma Van Bergen in de toren gehangen ter vervanging van de klok die tijdens de Tweede Wereldoorlog door de Duitse bezetter weggehaald was.

### Orgel
Het eerste orgel dateerde uit circa 1850 en werd in 1946 vervangen door een nieuw orgel van de firma A.S.J. Dekker uit Goes dat echter zwaar beschadigd werd bij de watersnoodramp in 1953. Het huidige eenklaviers pijporgel werd in 1957 geplaatst door de firma Van Leeuwen en werd in 1994 gerenoveerd.

## Fotogalerij

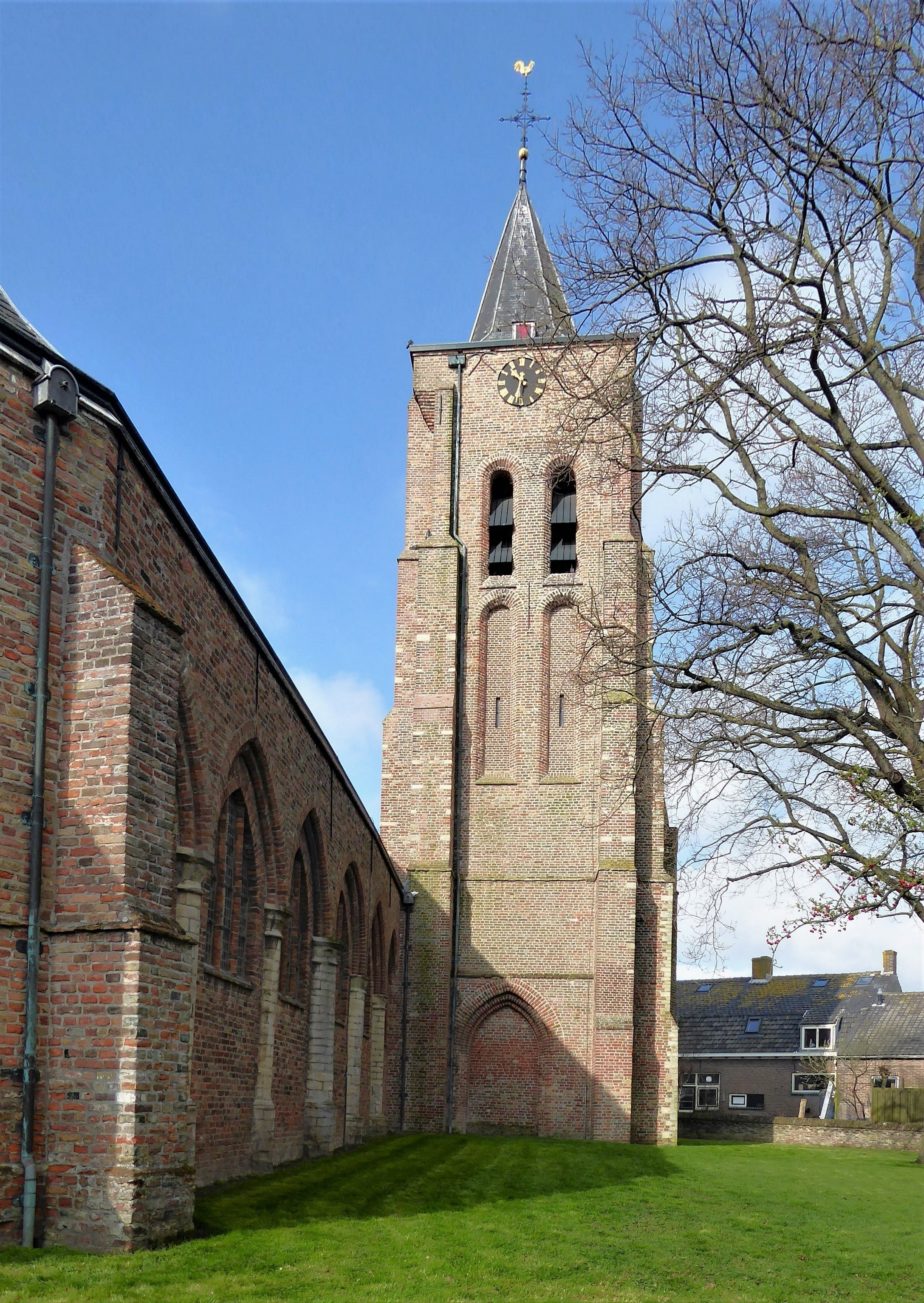
Zicht op de toren
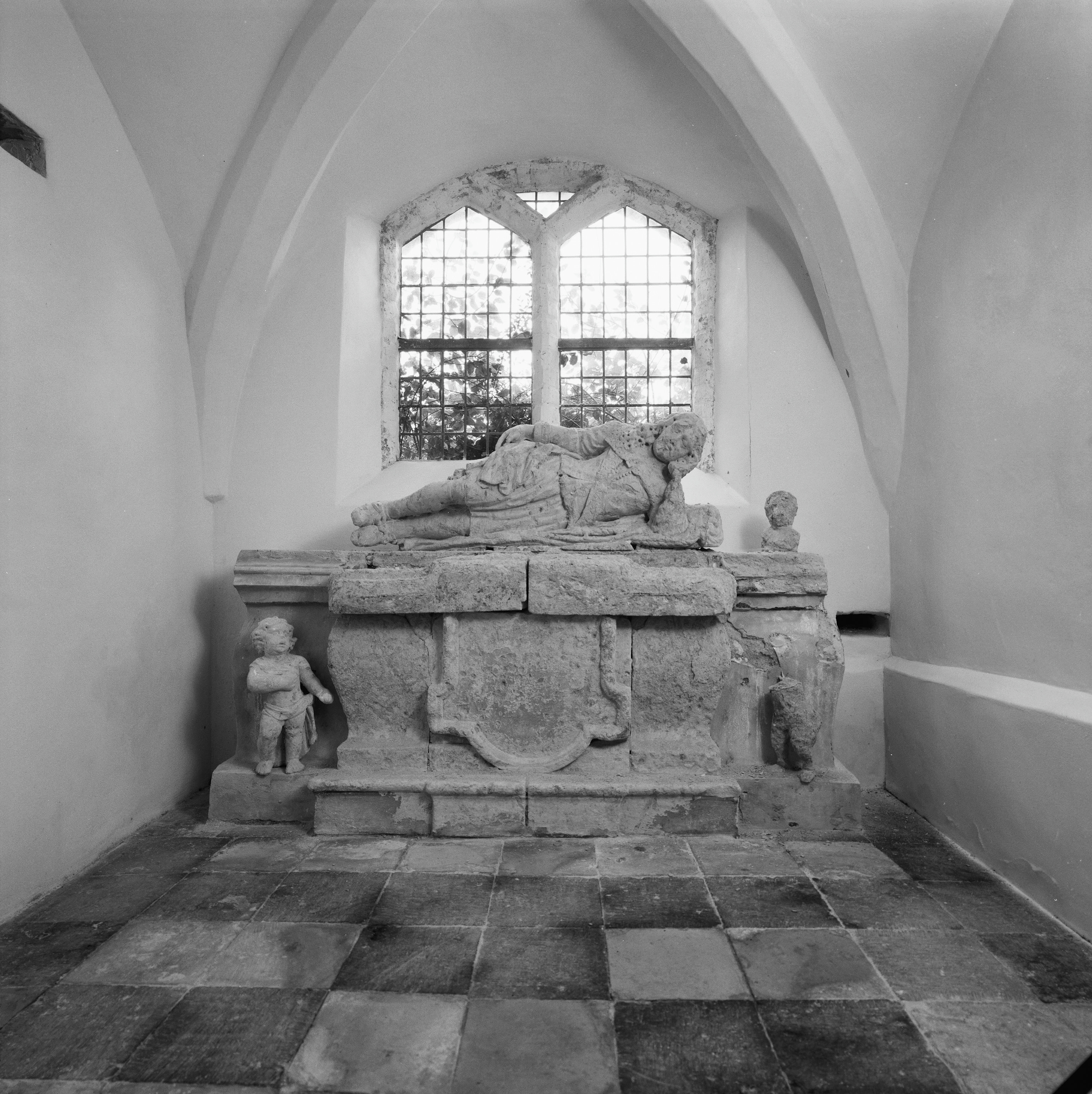
Graftombe Gillis van de Nisse
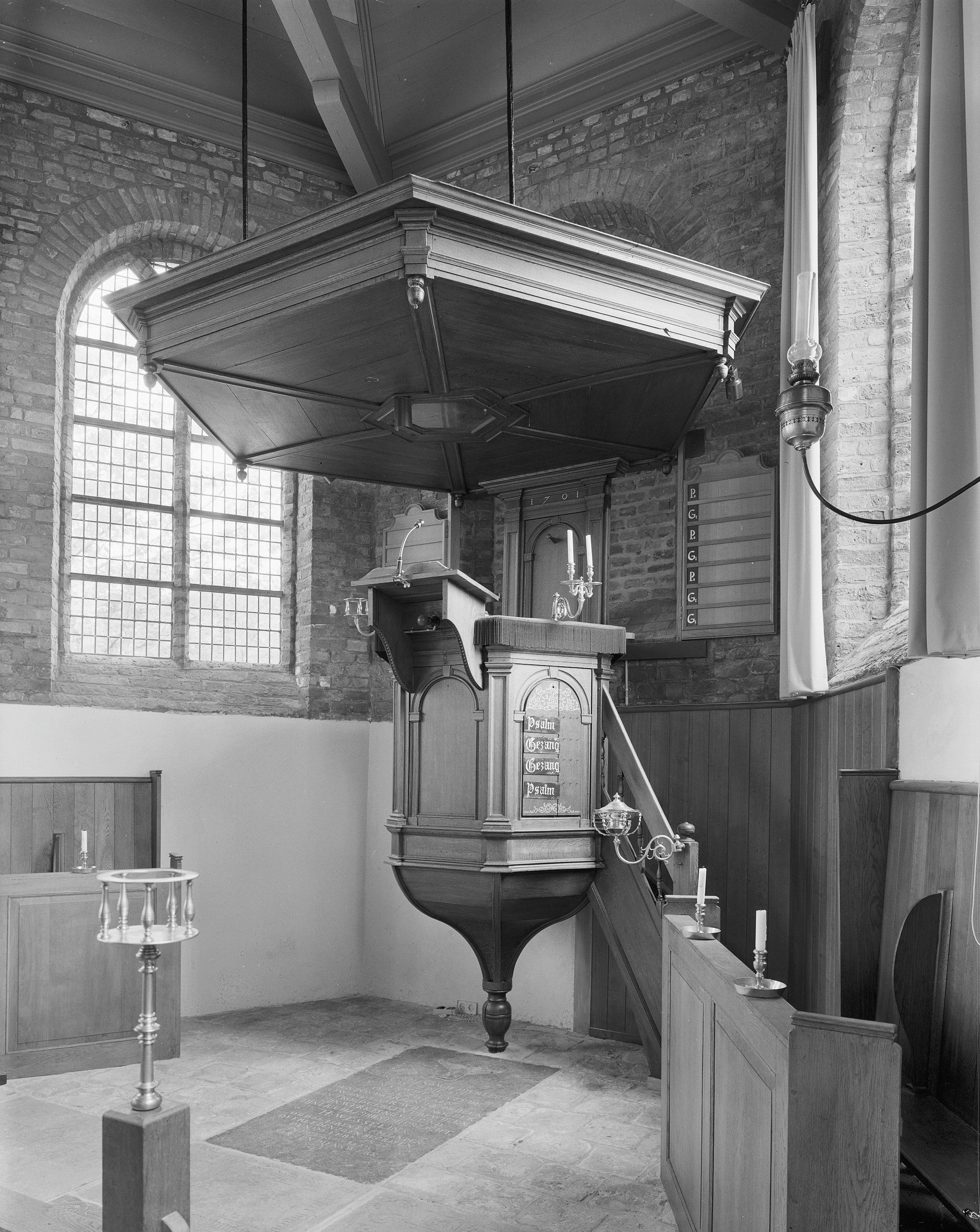
Preekstoel uit 1701
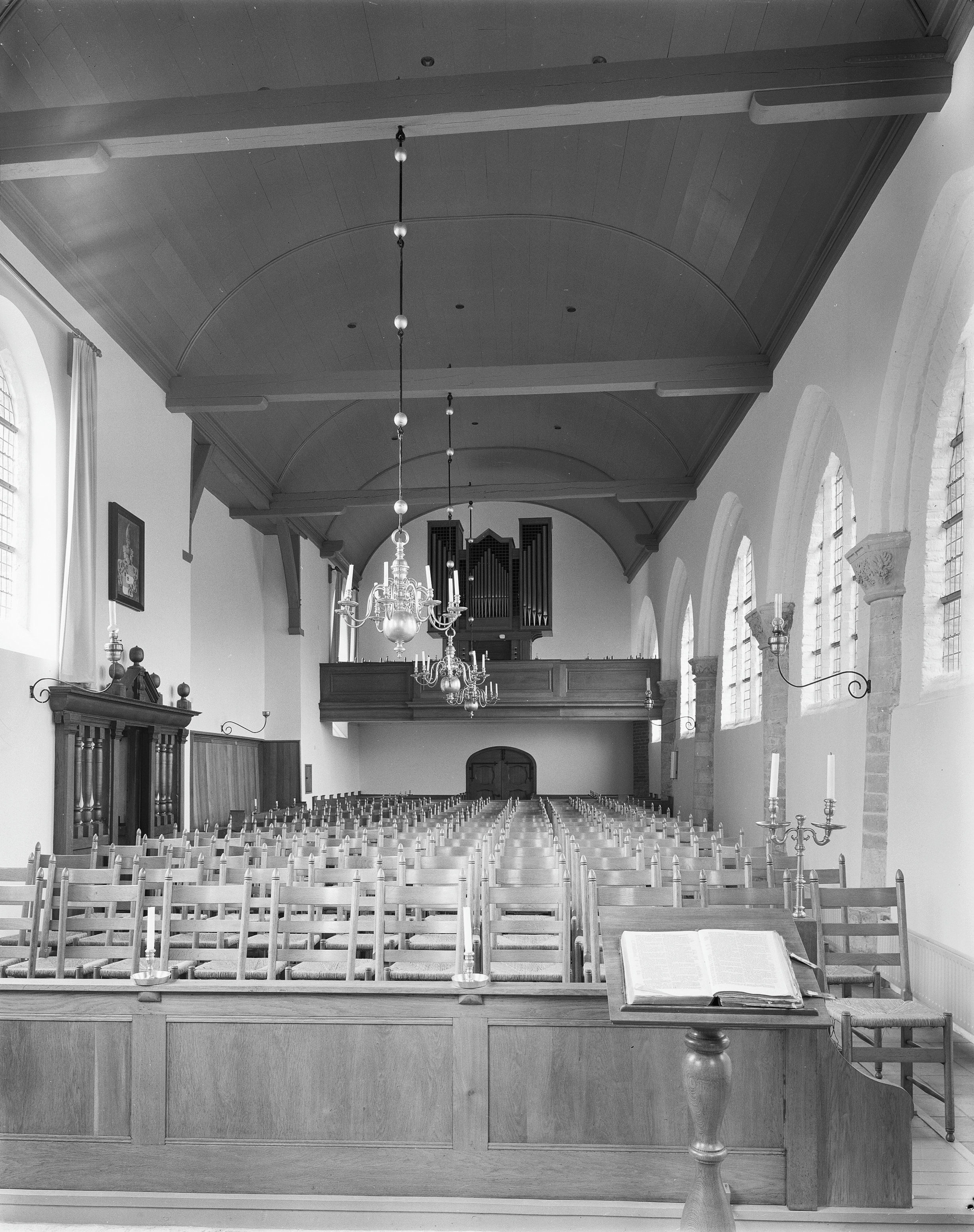
Interieur met het orgel op de achtergrond